# Мальшвіц
Мальшвіц (нім. Malschwitz; в.-луж. Malešecy) — громада в Німеччині, розташована в землі Саксонія. Входить до складу району Бауцен.
Площа — 93,21 км2. Населення становить 4637 ос. (станом на 31 грудня 2020).
Комуна підрозділяється на 14 сільських округів. 
Офіційною мовою в населеному пункті, крім німецької, є лужицька. 

## Галерея

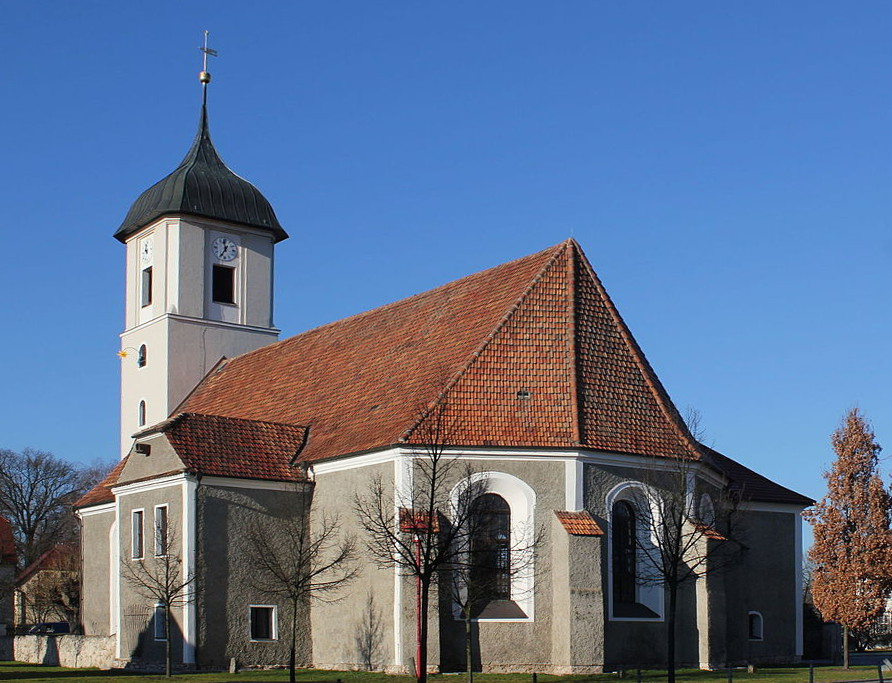
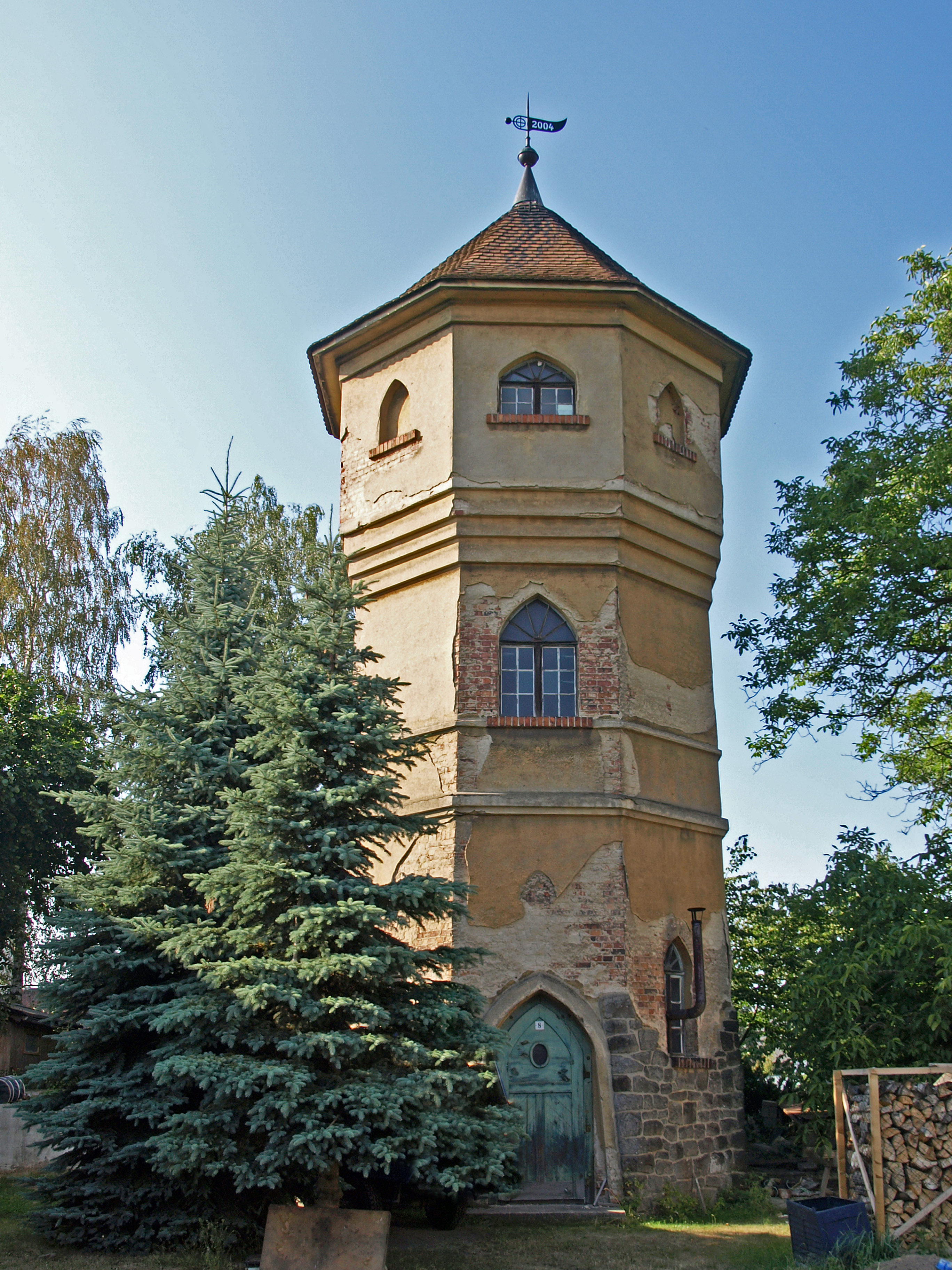
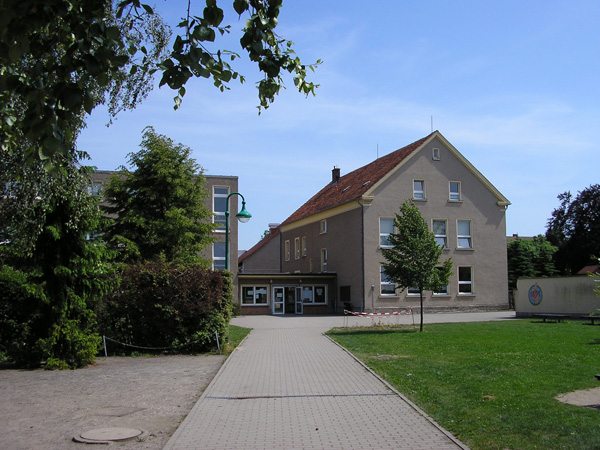